# Campanas Baixo
Campanas Baixo es una localidad caboverdiana del municipio de São Filipe.

## Geografía
La localidad está situada en la isla Fogo.

## Organización territorial
La localidad abarca los lugares y barrios de:
- Achada Espinho
- Boca Pia
- Campanas Baixo
- Djezinho
- Fundango
- Ladeira Grande
- Mamé
- Monte Velha
- Pedra Branco
- Ribeira da Cruz
- São Francisco
- São João
- São Pedro